# Grand Prix automobile de Chine
Le Grand Prix automobile de Chine (sinogrammes simplifiés : 中国大奖赛 ; pinyin : Zhōngguó Dàjiǎngsài) est une course du championnat du monde de Formule 1 organisée sur le circuit international de Shanghai en République populaire de Chine. Après seize éditions consécutives, les mesures prises en Chine dans le contexte de la pandémie de Covid-19 provoquent son annulation de 2020 à 2023. Le circuit offre l'une des combinaisons de virages serrés les plus intéressantes du calendrier, comparable au virage 8 du circuit d'Istanbul Park. Conçu par l'architecte allemand Hermann Tilke, le circuit de Shanghai est le plus cher de l'histoire de la Formule 1 (240 millions de dollars).

## Histoire
Les premières esquisses d'un Grand Prix chinois de Formule 1 débutent au début des années 1990. Le gouvernement chinois souhaite dans un premier temps faire le Grand Prix dans la ville de Zhuhai, province de Guangdong, dans le Sud de la Chine. Le circuit international de Zhuhai est construit et provisoirement ajouté au calendrier du championnat 1999 à la date du 21 mars,.
Mais la piste ne répondant pas aux normes de la FIA, il est retiré du calendrier,. Cependant, le gouvernement chinois n'abdique pas et, avec le concours des organisateurs du Grand Prix de Macao, offre à la Chine son premier Grand Prix de Formule 1 en 2004.
En 2002, les médias annoncent la signature d'un accord portant sur sept années entre la Formula One Administration et le circuit international de Shanghai qui s'engage à accueillir le Grand Prix de Chine de 2004 à 2011. Le Premier Grand Prix a lieu le 26 septembre 2004 et est remporté par le pilote Ferrari Rubens Barrichello. L'année suivante le circuit accueille la dernière épreuve du championnat du monde qui voit la victoire du champion nouvellement sacré Fernando Alonso et Renault gagner le titre constructeur. En 2006, Michael Schumacher remporte sa dernière victoire sur le circuit de Shanghai avant de prendre sa retraite à la fin de la saison.
En novembre 2008, la BBC rapporte les propos d'un officiel du circuit, Qiu Weichang, qui annonce que le Grand Prix pourrait être supprimé à cause de son budget déficitaire. Il précise que le futur du Grand Prix est sous considération et qu'une décision sera prise en 2009.
En 2009, l'écurie autrichienne Red Bull Racing remporte sa première victoire, avec Sebastian Vettel, à l'issue d'une course disputée sous la pluie.
En 2012, Nico Rosberg signe la première pole position et la première victoire de sa carrière. C'est aussi la première victoire de l'écurie Mercedes depuis 1955.
En 2017, le circuit confirme sa présence pour les trois prochaines saisons. Le 14 avril 2019 il est le cadre du 1000e Grand Prix de l'histoire du championnat du monde de Formule 1. Toutefois l'épreuve de 2020 est compromise par l'épidémie de maladie à coronavirus 2019, la FIA envisageant un report ou une annulation. La course n'a donc pas lieu en 2020. Le contexte sanitaire et les mesures strictes prises dans le pays concernant les voyageurs étrangers provoquent également l'annulation du Grand Prix de Chine de 2021 à 2023. Début novembre 2021, la direction de la Formule 1 annonce l'extension du contrat avec les promoteurs du Grand Prix de Chine pour la tenue de la course à Shanghai jusqu'en 2025.
Début novembre 2022, des rumeurs font état d'une possible annulation de la manche chinoise en raison du maintien de la stratégie zéro covid en Chine et qu'il n'est pas certain que la course soit remplacée. Effectivement, le Grand Prix est annulé et le calendrier passe à 23 courses. Toutefois, le circuit international de Shanghai renouvelle sa licence grade 1 de la FIA en vue de 2024.
En 2024, après 5 ans sans activité, le Grand Prix est remporté par Max Verstappen, auteur de la pole position, qui obtient sa première victoire sur ce circuit ; la veille, il avait déjà remporté l'épreuve sprint.

## Palmarès

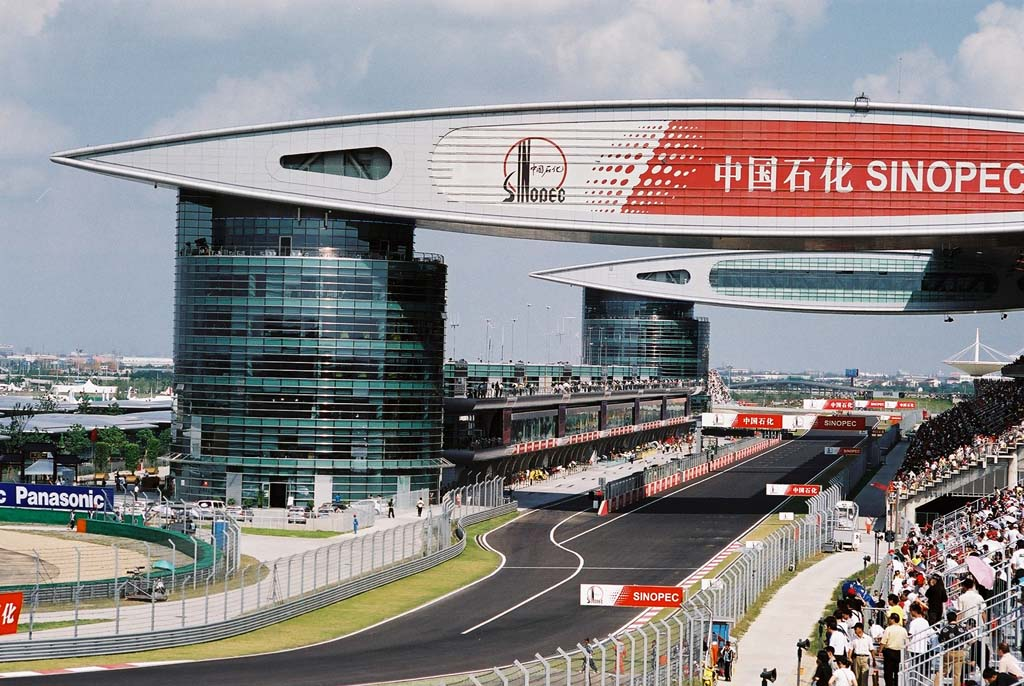
Le circuit international de Shanghai.

### Historique
| Année   | Vainqueur                                 | Écurie                                    | Circuit                                   | Résultats                                 |
| ------- | ----------------------------------------- | ----------------------------------------- | ----------------------------------------- | ----------------------------------------- |
| 2004    | Rubens Barrichello                        | Ferrari                                   | Shanghai                                  | Résultats                                 |
| 2005    | Fernando Alonso                           | Renault                                   | Shanghai                                  | Résultats                                 |
| 2006    | Michael Schumacher                        | Ferrari                                   | Shanghai                                  | Résultats                                 |
| 2007    | Kimi Räikkönen                            | Ferrari                                   | Shanghai                                  | Résultats                                 |
| 2008    | Lewis Hamilton                            | McLaren-Mercedes                          | Shanghai                                  | Résultats                                 |
| 2009    | Sebastian Vettel                          | Red Bull-Renault                          | Shanghai                                  | Résultats                                 |
| 2010    | Jenson Button                             | McLaren-Mercedes                          | Shanghai                                  | Résultats                                 |
| 2011    | Lewis Hamilton                            | McLaren-Mercedes                          | Shanghai                                  | Résultats                                 |
| 2012    | Nico Rosberg                              | Mercedes                                  | Shanghai                                  | Résultats                                 |
| 2013    | Fernando Alonso                           | Ferrari                                   | Shanghai                                  | Résultats                                 |
| 2014    | Lewis Hamilton                            | Mercedes                                  | Shanghai                                  | Résultats                                 |
| 2015    | Lewis Hamilton                            | Mercedes                                  | Shanghai                                  | Résultats                                 |
| 2016    | Nico Rosberg                              | Mercedes                                  | Shanghai                                  | Résultats                                 |
| 2017    | Lewis Hamilton                            | Mercedes                                  | Shanghai                                  | Résultats                                 |
| 2018    | Daniel Ricciardo                          | Red Bull-TAG Heuer                        | Shanghai                                  | Résultats                                 |
| 2019    | Lewis Hamilton                            | Mercedes                                  | Shanghai                                  | Résultats                                 |
| 2020-23 | Annulé à cause de la pandémie de Covid-19 | Annulé à cause de la pandémie de Covid-19 | Annulé à cause de la pandémie de Covid-19 | Annulé à cause de la pandémie de Covid-19 |
| 2024    | Max Verstappen                            | Red Bull-Honda RBPT                       | Shanghai                                  | Résultats                                 |
| 2025    | Oscar Piastri                             | McLaren-Mercedes                          | Shanghai                                  | Résultats                                 |

### Classement des pilotes par nombre de victoires
| Nombre de victoires                                      | Pilote             | Années                                    |
| -------------------------------------------------------- | ------------------ | ----------------------------------------- |
| 6 victoires                                              | Lewis Hamilton     | - 2008 - 2011 - 2014 - 2015 - 2017 - 2019 |
| 2 victoires                                              | Fernando Alonso    | - 2005 - 2013                             |
| 2 victoires                                              | Nico Rosberg       | - 2012 - 2016                             |
| 1 victoire                                               | Rubens Barrichello | 2004                                      |
| 1 victoire                                               | Michael Schumacher | 2006                                      |
| 1 victoire                                               | Kimi Räikkönen     | 2007                                      |
| 1 victoire                                               | Sebastian Vettel   | 2009                                      |
| 1 victoire                                               | Jenson Button      | 2010                                      |
| 1 victoire                                               | Daniel Ricciardo   | 2018                                      |
| 1 victoire                                               | Max Verstappen     | 2024                                      |
| 1 victoire                                               | Oscar Piastri      | 2025                                      |
| Mise à jour après le Grand Prix automobile de Chine 2024 |                    |                                           |

### Classement des écuries par nombre de victoires
| Nombre de victoires                                      | Écurie   | Années                                    |
| -------------------------------------------------------- | -------- | ----------------------------------------- |
| 6 victoires                                              | Mercedes | - 2012 - 2014 - 2015 - 2016 - 2017 - 2019 |
| 4 victoires                                              | Ferrari  | - 2004 - 2006 - 2007 - 2013               |
| 4 victoires                                              | McLaren  | - 2008 - 2010 - 2011 - 2025               |
| 3 victoires                                              | Red Bull | - 2009 - 2018 - 2024                      |
| 1 victoire                                               | Renault  | 2005                                      |
| Mise à jour après le Grand Prix automobile de Chine 2024 |          |                                           |

## Record du tour
- Oscar Piastri  en 1 min 30 s 641 (2025, McLaren)